# Медина-де-лас-Торрес, Николас Мария де Гусман
Николас Мария де Гусман-и-Карафа (исп. Nicolás María de Guzmán y Caraffa; ранее 23 апреля 1637, Неаполь — 6 января 1689, Мадрид), 3-й герцог де Медина-де-лас-Торрес — испанский государственный деятель.

## Биография
Сын Рамиро Нуньеса де Гусмана, 2-го герцога де Медина-де-лас-Торрес, и Анны Карафа де Стильяно Гонзага, 7-й княгини ди Стильяно, гранда Испании, дочери и наследницы суверенной герцогини Саббьонеты.
3-й маркиз де Тораль. После смерти матери в 1644 году унаследовал герцогство Саббьонету, но без герцогского титула, который позднее был ему пожалован королем Испании.
22 сентября 1649 года он был пожалован Филиппом IV в рыцари ордена Золотого руна и в тот же день получил орденскую цепь из рук короля в Мадриде. Он также был администратором энкомьенды Каравака ордена Сантьяго, генеральным казначеем Короны Арагона (1670), смотрителем дворца Буэн-Ретиро и, наконец, министром Государственного совета с 30 сентября 1674. Дворянин Палаты Филиппа IV с 24 декабря того же года.
Жена (21.10.1657): Мария де Толедо (15.04.1651—12.12.1710), дочь Антонио де Толедо Бомонта, 7-го герцога де Альба де Тормес, и Марианы де Веласко Товар. Брак был бездетным. Семейные владения унаследовала его единокровная сестра Ана Синфоросе де Гусман-и-Гевара, а герцогство Саббьонета отошло к испанской короне.